# Raphia hookeri
Raphia hookeri är en enhjärtbladig växtart som beskrevs av Gustav Mann och Hermann Wendland. Raphia hookeri ingår i släktet Raphia och familjen Arecaceae. Inga underarter finns listade i Catalogue of Life.